# La Sorcière (nouvelle)
Pour les articles homonymes, voir La Sorcière.
La Sorcière est une nouvelle d’Anton Tchekhov, parue en 1886.

## Historique
La Sorcière est initialement publiée dans la revue russe Temps nouveaux, numéro 3600, du 8 mars 1886, signée An.Tchekhov.

## Résumé
Le chantre Savéli Guykine s’est couché, mais il ne peut pas s’endormir. Dehors souffle la tempête. Il accuse Raïssa, sa femme, d’en être l’instigatrice, car à ses yeux c’est une sorcière qui déclenche des tempêtes pour recevoir des hommes à la maison.
On frappe à la porte. Deux postiers qui se sont perdus dans la tempête demandent l’hospitalité. Raïssa fait les yeux doux au plus jeune. Ce dernier en profite un peu, mais Savéli les oblige à partir. Il les raccompagne même sur la grande route.
Raïssa, restée seule, ne peut que constater la misère dans laquelle elle vit à cause de son fainéant de mari. Quand il rentre et qu’il devient entreprenant, elle le frappe.

## Édition française
- La Sorcière, traduit par Madeleine Durand et Édouard Parayre, révision de Lily Denis, éditions Gallimard, Bibliothèque de la Pléiade, 1967  (ISBN 978 2 07 0105 49 6).

- Sorcière, suivi de Jour de fête, traduit par Françoise Darnal-Lesné, Carnets, Éditions de L'Herne, 2011  (ISBN 978 2 85197 935 3).